# Jane Catharine Tost
Jane Catharine Tost, född 1817, död 1889, var en australiensisk affärsidkare och konstnär.
Tosts far arbetade med skinnberedning i London. Hon gifte sig 1839 med Charles Gottleibe Tost. 1856 emigrerade familjen till Tasmanien, där hon fick anställning som taxidermist åt Royal Society of Tasmania vid Hobart Town Museum. Paret flyttade till Sydney 1860. Mellan 1864 och 1869 var hon anställd vid i samma tjänst vid Australian Museum i Sydney. Hon tillhörde de första av sitt kön anställda vid ett museum i Australien. 1869 återvände maken till England. Tillsammans med sin dotter Ada Jane Rohu (1848-1928) var hon därefter aktiv med taxidermi, såväl som konstnär som hantverkare. Mor och dotter medverkade ofta vid konstutställningar och vann ett flertal priser. 